# Strada statale 66 Pistoiese
La strada statale 66 Pistoiese (SS 66), per una parte del suo tracciato strada regionale 66 Pistoiese (SR 66), è una strada statale italiana. È uno dei più importanti collegamenti tra Firenze, il nord della regione e la montagna pistoiese. La strada inizia nel capoluogo toscano, dalla periferia est della città, la progressiva chilometrica parte da Piazza della Signoria. Attraversa i principali comuni di Campi Bisenzio (in località San Donnino), Signa (in località San Piero a Ponti) dove incrocia la Strada statale 325 di Val di Setta e Val di Bisenzio, Poggio a Caiano (Prato), Carmignano (in località Seano). Attraversa poi il comune di Quarrata, denominata da qui in poi Via Statale, tocca le frazioni di Catena, Casini, Olmi e Barba, entra nel comune Pistoia in località Bottegone (Pistoia), acquisendo il nome di Via Fiorentina,  e raggiunge il capoluogo pistoiese. Superata la città di Pistoia tramite un raccordo (Strada statale 716 Raccordo di Pistoia) che taglia il centro abitato,l'antico percorso attraversava il centro città fino alla frazione di Capostrada 
(dove ha inizio anche la Strada statale 64 Porrettana). Da qui viene denominata Via Modenese, per poi ricongiungersi al nuovo percorso. Prosegue verso nord toccando le località di Piazza Campopiano, Borghetto, Cireglio, Le Piastre, Pontepetri, dove ci si può immettere sulla ex strada statale 632 Traversa di Pracchia, verso il paese di Pracchia. Dopo Campo Tizzoro e Bardalone valica il Passo di Monte Oppio, attraversa Limestre, San Marcello Pistoiese, rasenta Mammiano (dove c'è l'innesto con la ex Strada statale 633 Mammianese-Marlianese direzione Montecatini Terme) e arriva poco dopo a La Lima, dove si immette nella strada statale 12 dell'Abetone e del Brennero.
La strada, iniziando e terminando sul versante tirrenico della penisola, si trova per alcuni chilometri nel versante adriatico e quindi attraversa due volte (valico del Poggiolo presso Le Piastre, m 750, e passo dell'Oppio, m 821) lo spartiacque appenninico.
In seguito al decreto legislativo n. 112 del 1998, dal 2001, la gestione è passata dall'ANAS alla Regione Toscana, che ha ulteriormente devoluto le competenze alla Provincia di Firenze, Provincia di Prato e alla Provincia di Pistoia.
Una parte del tracciato, interamente incluso nella Provincia di Pistoia, è tornato di competenza di ANAS, come conseguenza dell'applicazione del Decreto del Presidente del Consiglio dei Ministri del 20 Febbraio 2018.
Presso il suo decimo miglio varca l'Ombrone sul così detto Ponte dell’Asse, sebbene di pietra, onde salire sul Poggio a Cajano, lasciando alla sua destra la R. Villa omonima per quindi inoltrarsi fra belle praterie e vasti campi a sementa fino al borgo di Porta Carratica, alla di cui testa dopo quasi miglia toscane 20 entra nella città di Pistoja.»
(Emanuele Repetti, Dizionario Geografico Fisico Storico della Toscana, 1841)